# Rioolrecht
Rioolrecht is een retributie die geheven wordt door een gemeente voor het gebruik van de riolering.
Het beheer en onderhoud van riolering is een gemeentelijke taak, deze taak kan op verschillende wijzen bekostigd worden. De meest voorkomende vorm van bekostiging is via het rioolrecht, maar de gemeente kan ook kiezen om geld vanuit de algemene middelen hiervoor te gebruiken.
Rioolrecht is een retributie. Grofweg betekent dit dat de gebruikers van de riolering betalen voor recht om de riolering te benutten. De wet geeft aan dat de begrote baten van het rioolrecht niet hoger mogen zijn dan de begrote lasten (Gemeentewet artikel 229b).

## Grondslagen
Er zijn verschillende mogelijkheden voor het berekenen van de hoogte van rioolrecht. Sommige gemeenten heffen bijvoorbeeld een vast bedrag per aansluiting, sommige gemeenten berekenen de hoogte van het rioolrecht naar rato van het drinkwaterverbruik.
De hoogte van het rioolrecht verschilt per gemeente. De oorzaak hiervan ligt deels in de geografie en vroegere keuzes van de gemeente en deels in de boekhoudkundige praktijk (wat wordt tot de riolering gerekend en hoeveel investeringen moeten nog uitgevoerd worden).

## Hoogte van het rioolrecht
In 2005 bedroeg het rioolrecht in Nederland gemiddeld € 125 (variërend tussen € 83 en € 283) en in 2014 € 186 (bron: Riool en raad). De stijging wordt voornamelijk veroorzaakt door de veroudering van de rioolstelsels (nieuwe aanleg werd betaald uit de grondverkoop, de vervanging moet echter uit het rioolrecht) en de uitvoering van werken om het milieu te beschermen.
Onder Externe links staat de digitale Atlas van het COELO, waarin voor alle plaatsen in Nederland de lokale lasten bijgehouden worden.

### Schommelingen
Om grote schommelingen in de hoogte van het rioolrecht te voorkomen werken veel gemeenten met een zogenaamde voorziening. Dit is een post in de boekhouding die zowel positief als (tijdelijk) negatief mag zijn. Zo wordt voorkomen dat bij een grote uitgave het rioolrecht met een groot percentage moet stijgen, de stijging kan dan uitgesmeerd worden over meerdere jaren.

### Kosten
De grote investeringen worden meestal bekostigd op basis van geleend kapitaal. De kapitaalslasten (rente en aflossing) worden dan vanuit het rioolrecht betaald. Rioolleidingen kunnen bijvoorbeeld over 60 jaar afgeschreven worden, pompen over 15 jaar. De wijze van financiering kan ook weer per gemeente verschillen.
De normale, jaarlijkse, lasten worden rechtstreeks uit het rioolrecht betaald en worden dus niet over meerdere jaren afgeschreven.

## Recente ontwikkelingen
Op 25 februari 2007 werd de Wet verankering en bekostiging gemeentelijke watertaken door de Tweede Kamer der Staten-Generaal vastgesteld. De Eerste kamer heeft de wet op 26 juni 2007 aangenomen. Na publicatie in het Staatsblad (op 16 augustus 2007) treedt de wet 1 januari 2008 in werking.
In de Wet Gemeentelijke watertaken krijgt de gemeente naast de zorg voor inzameling en transport van afvalwater ook een regenwaterzorgplicht en een duidelijke rol als regisseur bij de aanpak van grondwaterproblemen. Plus dat de nieuwe wet de mogelijkheid geeft om deze taken te bekostigen via een rioolheffing. Er is dan niet langer sprake van een koppeling van belasting aan een individuele tegenprestatie (zoals bij een retributie). Daarmee krijgen de gemeenten de langverwachte mogelijkheden om knelpunten in stedelijk waterbeheer beter aan te pakken. Gemeenten krijgen tot uiterlijk 1 januari 2010 voor de invoering van de rioolheffing.

## Voetnoten
1. ↑  Wet Gemeentelijke Watertaken